# Fulco III van Anjou
Fulco III van Anjou (972 - Metz, 21 juni 1040), na zijn dood ook wel Nerra genoemd vanwege buitengewoon bruut gedrag, was vanaf 21 juli 987 tot zijn dood meer dan vijftig jaar later, Graaf van Anjou.
Fulco III was de grondlegger van de Angevijnse macht. Hij was pas vijftien jaar oud toen hij zijn vader opvolgde. Hij besteedde het grootste deel van zijn leven aan militaire campagnes om vijandelijke aanvallen af te slaan van grondgebieden die hij als burggraaf moest verdedigen, verloren land terug te veroveren of nieuw grondgebied te winnen. Hij bleek in staat daden van grote wreedheid te begaan.
Een beruchte daad beging hij in het jaar 1000 toen hij zijn eerste vrouw (en nicht) Elisabeth van Vendôme in haar trouwjurk in Angers op de brandstapel zette, nadat hij haar van overspel met een geitenhoeder had beschuldigd. In 999 had hij tevergeefs getracht van haar te scheiden omdat ze samen geen mannelijke nakomelingen konden krijgen. Een paar dagen na de dood van Elisabeth werd Angers door vuur verwoest, wat door de bevolking en door Fulco zelf als een straf van God werd gezien. Om zijn zonden van de kerk kwijtgescholden te krijgen (aflaat) ondernam hij in 1002 een gewapende pelgrimstocht naar het Heilige Land. Hij zou dit vanwege nieuwe gruweldaden herhalen in 1007, 1008 en 1038, ook liet hij de abdij van Beaulieu-lès-Loches bouwen. In geschiedenisboeken wordt het onderstaande over hem gezegd:

Fulco van Anjou, plunderaar, moordenaar, rover, en zweerder van valse eden, een werkelijk angstaanjagend karakter van duivelse wreedheid, stichtte niet een, maar twee belangrijke abdijen. Deze Fulco werd gedreven door een tomeloze passie, met een karakter dat twee kanten op kon gaan. Wanneer hij ook maar het minste geschil met een buurman had, wierp hij zich op diens land, verwoestte, plunderde, verkrachtte en doodde hij; niets kon hem tegenhouden, nog wel het minst de geboden van God.
. . . Een van de strijdlustigste vechters van de middeleeuwen.

## Politieke en militaire carrière

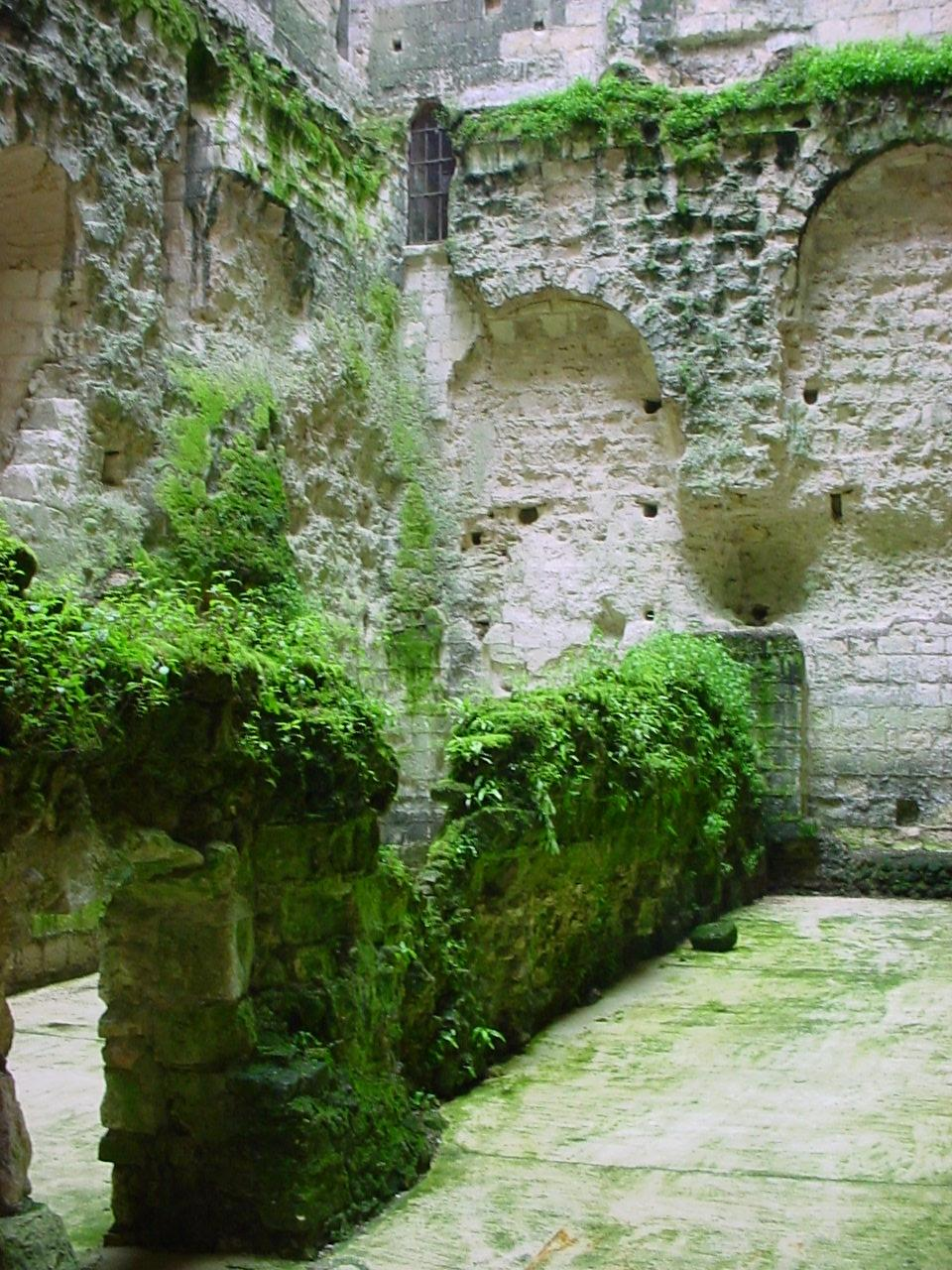
kasteel van Fulco Nerra in Loches

In 990, drie jaar nadat hij zijn vader had opgevolgd, kwam Fulco in conflict met zijn buren, die gebruik maakten van de situatie dat zijn vader was overleden en probeerden grondgebied met militair geweld te veroveren. Zijn zwager Conan I van Bretagne veroverde Nantes en in reactie daarop stichtte Fulco het Kasteel van Langeais om zijn grondgebied beter te kunnen verdedigen, een van de eerste stenen kastelen in die streek. Ook hield Fulco plundertochten in de gebieden van Odo I van Blois maar werd verdreven door diens vazal Gelduin van Saumur. Op 27 juni 992 versloeg hij in de Slag bij Conquereuil Conan I van Bretagne. Conan had het slagveld voorbereid met grachten en valkuilen en wist de aanvallen van Fulco aanvankelijk af te slaan, maar moest zich overgeven toen hij dodelijk gewond was geraakt. Fulco won hiermee de stad Nantes terug. Odo van Blois belegerde in 995 Langeais maar kon met hulp van koning Hugo Capet worden verdreven. Na de dood van Odo in 996 viel Fulco Touraine binnen maar moest zich terugtrekken na ingrijpen door Robert II van Frankrijk, die met Odo's weduwe was getrouwd. Na de moord op Elisabeth ging Fulco op een pelgrimstocht naar het Heilige Land om zijn zonden van de kerk kwijtgescholden te krijgen. Gelduin van Saumur profiteerde van zijn afwezigheid en plunderde Anjou en bouwde midden in Fulco's grondgebied het kasteel van Pontlevoy.
Fulco veroverde in de volgende jaren de Mauges op Poitou. In 1007 stichtte hij de abdij van Beaulieu-lès-Loches. In diezelfde tijd vermoordde Fulco de paltsgraaf Hugo van Beauvais, een vazal van de jonge Odo II van Blois, tijdens een koninklijke jachtpartij. Om ook deze daad als zonde kwijtgescholden te krijgen vertrok Fulco in 1008 weer op een pelgrimstocht naar het Heilige Land. Odo gebruikte zijn afwezigheid om een aantal kastelen te veroveren. Op de terugreis kwam het schip van Fulco in een zware storm terecht en na zijn behouden thuiskomt stichtte hij een abdij gewijd aan Nicolaas van Myra, de beschermheilige van de zeevaarders.
Fulco sloot een bondgenootschap met koning Robert om samen de steeds toenemende macht van Odo van Blois te weerstaan. Op 6 juli 1017 versloeg hij Odo in de Slag om Pontlevoy, en liet alle gevangen ter dood brengen. In 1025 voerde hij een verrassingsaanval uit op het kasteel en de stad Saumur, en liet de stad afbranden. Toen de kerk met de relikwieën van de heilige Florentius ook in brand vloog zou hij hebben uitgeroepen: "Sint-Florentius, laat U zelf toch verbranden. Ik zal voor U in Angers een beter tehuis bouwen." Toen het vervoer van de relikwieën van de heilige naar Angers echter moeilijk bleek, verklaarde Fulco dat Florentius een landelijke boerenpummel was die ongeschikt was voor het stadsleven, en zond de relikwieën terug naar Saumur. Fulco steunde vanaf 1031 koning Hendrik I van Frankrijk in het conflict met zijn broer en zijn moeder.
In 1034 droeg Fulco het bestuur over aan zijn zoon Godfried II van Anjou en trok opnieuw naar het Heilige Land, samen met Robert van Normandië. Robert overleed tijdens deze tocht maar Fulco kwam heelhuids weer thuis en moest Godfried met geweld dwingen om het bestuur aan hem terug te geven. Vervolgens veroverde Fulco het kasteel van Saint-Aignan (Loir-et-Cher) op Blois.
Fulco gaf opdracht tot de bouw van bijna honderd gebouwen, kastelen, donjons, en abdijen, waaronder Château-Gontier, Loches (in steen gebouwd), en Montbazon. Hiermee probeerde hij de bescherming van zijn gebied, dat zich uitstrekte van Vendôme naar Angers en daarvandaan naar Montrichard, zeker te stellen. Fulco III overleed in 1040 te Metz, op de terugreis van zijn vierde bedevaart naar het Heilige Land. Hij ligt begraven in de kapel van zijn klooster bij Beaulieu.

## Familie
Fulco Nerra was een zoon van graaf Godfried I van Anjou en diens eerste echtgenote Adelheid van Meaux. Hij huwde tweemaal: met Elisabeth, dochter van Burchard I van Vendôme, en in 1000 met Hildegarde (ovl. 1046).
Uit het eerste huwelijk werd Adelheid (990-1032) geboren, die in 1023 met Bodo van Nevers in het huwelijk trad.
Uit het tweede huwelijk werden Godfried Martel en Ermengarde van Anjou (1018-1076) geboren. Via Ermengarde was hij een voorvader was van Godfried Plantagenet en de Plantagenetkoningen van Engeland.

## Voorouders
| Voorouders van Fulco III van Anjou (972-1040) | Voorouders van Fulco III van Anjou (972-1040)                            | Voorouders van Fulco III van Anjou (972-1040)                            | Voorouders van Fulco III van Anjou (972-1040)                            | Voorouders van Fulco III van Anjou (972-1040)                            | Voorouders van Fulco III van Anjou (972-1040)                                           | Voorouders van Fulco III van Anjou (972-1040)                                           | Voorouders van Fulco III van Anjou (972-1040)                                           | Voorouders van Fulco III van Anjou (972-1040)                                           |
| --------------------------------------------- | ------------------------------------------------------------------------ | ------------------------------------------------------------------------ | ------------------------------------------------------------------------ | ------------------------------------------------------------------------ | --------------------------------------------------------------------------------------- | --------------------------------------------------------------------------------------- | --------------------------------------------------------------------------------------- | --------------------------------------------------------------------------------------- |
| Overgrootouders                               | Fulco I van Anjou (888-942) ∞ Roscilla van Loches (-)                    | Fulco I van Anjou (888-942) ∞ Roscilla van Loches (-)                    | Godfried van Orléans? (-) ∞ ? (-)                                        | Godfried van Orléans? (-) ∞ ? (-)                                        | Herbert II van Vermandois (884-943) ∞ Adelheid van Bourgondië (ca. 890-943)             | Herbert II van Vermandois (884-943) ∞ Adelheid van Bourgondië (ca. 890-943)             | Giselbert van Chalon (900-956) ∞ Ermengarde van Bourgondië (905-945)                    | Giselbert van Chalon (900-956) ∞ Ermengarde van Bourgondië (905-945)                    |
| Grootouders                                   | Fulco II van Anjou (909-958) ∞ Gerberga van Orléans (ca. 920 - voor 952) | Fulco II van Anjou (909-958) ∞ Gerberga van Orléans (ca. 920 - voor 952) | Fulco II van Anjou (909-958) ∞ Gerberga van Orléans (ca. 920 - voor 952) | Fulco II van Anjou (909-958) ∞ Gerberga van Orléans (ca. 920 - voor 952) | Robert I van Meaux (910-966) ∞ Adelheid dochter van Giselbert van Chalon (ca.928 – 987) | Robert I van Meaux (910-966) ∞ Adelheid dochter van Giselbert van Chalon (ca.928 – 987) | Robert I van Meaux (910-966) ∞ Adelheid dochter van Giselbert van Chalon (ca.928 – 987) | Robert I van Meaux (910-966) ∞ Adelheid dochter van Giselbert van Chalon (ca.928 – 987) |
| Ouders                                        | Godfried I van Anjou (938-987) ∞ Adelheid van Meaux (934 - 974)          | Godfried I van Anjou (938-987) ∞ Adelheid van Meaux (934 - 974)          | Godfried I van Anjou (938-987) ∞ Adelheid van Meaux (934 - 974)          | Godfried I van Anjou (938-987) ∞ Adelheid van Meaux (934 - 974)          | Godfried I van Anjou (938-987) ∞ Adelheid van Meaux (934 - 974)                         | Godfried I van Anjou (938-987) ∞ Adelheid van Meaux (934 - 974)                         | Godfried I van Anjou (938-987) ∞ Adelheid van Meaux (934 - 974)                         | Godfried I van Anjou (938-987) ∞ Adelheid van Meaux (934 - 974)                         |